# Karen Jordán
Karen Elena Jordán Beitia (David, Chiriquí, 28 de enero de 1989) es una modelo panameña, reina de concurso de belleza y ganadora del título de Miss Internacional Panamá 2012.

## Participación en concursos de belleza
Participó en el concurso nacional de belleza Miss Mundo Panamá 2010 donde logró clasificar en el cuadro de finalistas.
También participó en el concurso para la marca de belleza AVON, Chica AVON COXMETICS 2010.
Representó a  Panamá en el concurso regional de belleza Reinado Internacional del Café 2011 en Manizales, Colombia.
En el 2011 ganó el título Miss Asia Pacific Panamá, concurso que se celebró en Corea, donde logró ganar la competencia de talento.

## Miss Panamá 2012
Al finalizar el concurso Miss Panamá 2012 recibió otros premios incluyendo el título de Srta. Mejor cuerpo Power Club.
Jordán cuya altura es 5 ft 9 in (1.75 m), compitió en el concurso nacional de belleza Miss Panamá 2012. Ella representó al estado de Chiriquí.

## Miss International
Ella representará a Panamá en el concurso 2012 Miss Internacional, a celebrarse en Okinawa, Japón en octubre de 2012.